# Christlich-Demokratische Union (Ukraine)

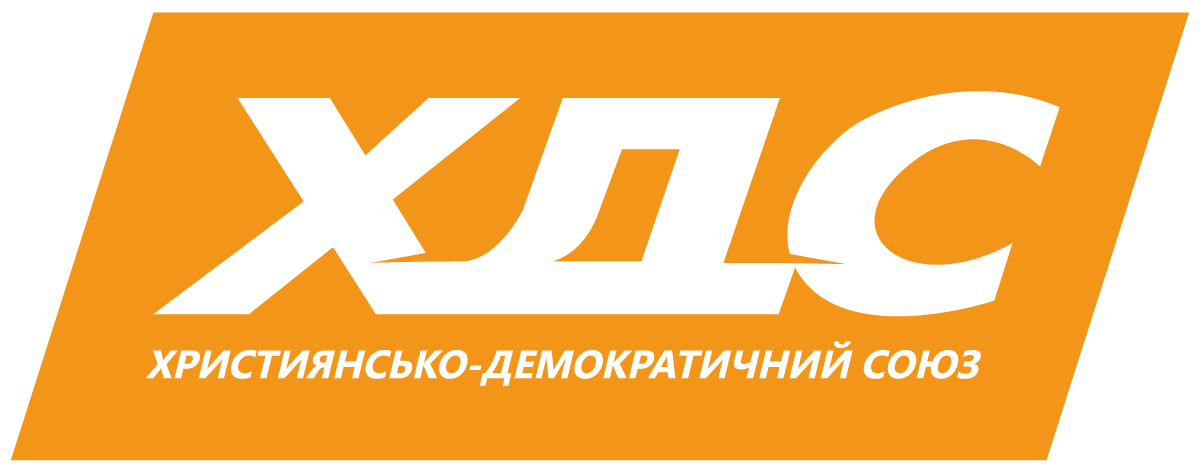
Parteibanner der Christlich-Demokratischen Union

Die Christlich-Demokratische Union (ukrainisch Християнсько-демократичний союз Christijansko-demokratitschnij sojus) ist eine konservative Partei in der Ukraine. Vorsitzender der Partei ist Wolodymyr Stretowytsch.

## Geschichte
Die Christlich-Demokratische Union wurde am 8. Februar 1997 in Kiew gegründet, um die Ideen der europäischen christlichen Demokratie in der Ukraine zu fördern. Im März 2002 gewann die Partei im Bündnis mit Unsere Ukraine, die vom späteren Präsidenten der Ukraine, Wiktor Juschtschenko  geführt wurde, die Parlamentswahlen. Auch 2006 gehörte die CDU zum Bündnis Unsere Ukraine und zu den Unterstützern der Orangen Revolution.
Die Zeitung der Partei heißt Християнський демократ (Christdemokrat).
Die Partei unterstützt die Bemühungen um die Aufnahme der Ukraine in die EU und NATO. Sie war Mitglied der Europäischen Christlichen Politischen Bewegung.